# 60s 70s 80s
Singles de Namie Amuro
Funky Town
(2007) Wild / Dr.
(2009)
60s 70s 80s est le 32e single régulier de Namie Amuro sorti sur le label Avex Trax, ou le 34e sous son seul nom en comptant les deux sortis sur le label Toshiba-EMI.

## Présentation
C'est un single "triple-face A", qui sort le 12 mars 2008 au Japon et se classe 1er à l'Oricon. Il se vend à 114 719 exemplaires la première semaine, et reste classé pendant 21 semaines, pour un total de 293 097 exemplaires vendus. En juste deux jours, ce single surpasse les premières ventes de Baby Don't Cry, sa meilleure vente de single depuis Say the Word en 2001, mais sans arriver n°1 à l'Oricon. Cependant 4 jours après sa sortie, il arrive en première place à l'Oricon. C'est le premier single à arriver n°1 dans les premiers jours de ventes depuis Girl Talk / The Speed Star en 2004. Ce single est la meilleure vente de début de semaine, de Namie Amuro, depuis 2000 avec Never End. Il devient également son premier single à arriver à la première place depuis I Have Never Seen en 1998.
Le single sort onze mois après le précédent, Funky Town, et neuf mois après son précédent disque, l'album Play. Il sort également en format CD+DVD, avec les clips vidéo des trois titres. Ceux-ci ne figurent que sur l'album compilation Best Fiction.

## Chansons
Les trois titres du single ont servi de thèmes musicaux pour une campagne publicitaire de la marque Vidal Sassoon. Chaque titre est une reprise, correspondant à une décennie musicale : les années 1960, 1970, et enfin 1980, d'où le titre du single, formulé à l'anglaise.
New Look représente les années 1960 ; elle contient un "sample" de Baby Love du groupe The Supremes. Comme beaucoup d'autres chansons de Namie Amuro, celle-ci est produite par T.Kura et Michico.
Rock Steady représente les années 1970 ; elle contient un "sample" de Rock Steady de Aretha Franklin, celle-ci est produite par Muro et Michico, qui avaient travaillé avec Namie sur le projet Suite Chic.
La dernière chanson, What a Feeling, représente les années 1980 ; elle contient un "sample" de What a Feeling de Irene Cara, qui avait servi à l'époque de thème musical pour le film Flashdance en 1983. La production a été faite par Shinichi Osawa et Michico.

## Liste des titres
Toutes les paroles sont écrites par Michico.
| 1. | New Look                      | 4:01 |
| 2. | Rock Steady                   | 3:31 |
| 3. | What a Feeling                | 3:49 |
| 4. | New Look (Instrumental)       | 4:00 |
| 5. | Rock Steady (Instrumental)    | 3:31 |
| 6. | What a Feeling (Instrumental) | 3:47 |

| 1. | New Look (PV)       |  |
| 2. | Rock Steady (PV)    |  |
| 3. | What a Feeling (PV) |  |

## Crédits
New Look
- Chant = Namie Amuro
- Chœur = Namie Amuro, Tiger, Michico
- Musique = T.Kura
- Producteur = T.Kura
- Compositeur des paroles = Michico
- Directeur = Yuichi Kodama
- Chorégraphes = Moritsune Morita, Nami Segawa, & Raymond Johnson

Rock Steady
- Chant = Namie Amuro
- Musique = SUI
- Producteur = Muro
- Compositeur des paroles = Michico
- Directeur = Yusuke Tanaka
- Chorégraphes = Shun

What a Feeling
- Chant = Namie Amuro
- Musique = Shinichi Osawa
- Producteur = Shinichi Osawa
- Compositeur des paroles = Michico
- Directeur = Takeshi Nakamura
- Chorégraphes = Tetsuharu

## Interprétations à la télévision
- Hey! Hey! Hey! Music Champ (10 mars 2008)
- Music Fighter (21 mars 2008)
- CDTV (23 mars 2008)
- Utaban (27 mars 2008)
- Music Fair 21 (5 avril 2008)
- Best Hit Songs Festival 2008 (27 novembre 2008)
- Best Artist 2008 (16 décembre 2008)
- Japan Record Awards (30 décembre 2008)
- CDTV Countdown Live 2008-2009 (1er janvier 2009)